# Pecari maximus
El pecarí gigante (Pecari maximus) es una hipotética especie de pecarí descrita formalmente en el año 2007, pero pruebas científicas posteriores demostraron que en realidad sus ejemplares pertenecerían a Pecari tajacu.

## Generalidades
Fue descubierta en el año 2000 en el Brasil por el biólogo neerlandés Marc van Roosmalen. En 2003, el cineasta de historia natural alemán Lothar Frenz consiguieron filmar un grupo y recoger material, que más tarde serviría como espécimen tipo.
Los locales lo conocían como caitetu munde, que significa 'pecarí grande que vive en parejas'. Desde su descripción su validez fue puesta en duda.
En el año 2011, un equipo de científicos liderado por Jaime Góngora analizó toda la evidencia morfológica y ecológica utilizada para la descripción de la especie. Además, realizó pruebas moleculares usando secuencias de ADN  —principalmente de Pecari tajacu— (91 ya publicadas y 50 nuevas) y las compararon con el ADN del único espécimen de P. maximus. El resultado fue que los datos morfológicos y ecológicos utilizados para definir a P. maximus parecen ser deficientes y poco concluyentes, y los análisis filogenéticos mostraron que la única muestra de la supuesta nueva especie queda agrupada dentro del linaje de P. tajacu sudamericano, y estrechamente relacionado con especímenes brasileños de esa especie.
Por esta razón, la Unión Internacional para la Conservación de la Naturaleza (UICN), que primero había listado a P. maximus entre las especies con datos insuficientes, pasó finalmente a eliminarla de la lista.